# Appenzeller Bahnen (2006)
Die Appenzeller Bahnen (AB) sind eine Schweizer Bahngesellschaft mit Sitz in Herisau. Sie betreiben ein Netz von Eisenbahnen in den Kantonen Appenzell Innerrhoden, Appenzell Ausserrhoden, St. Gallen und Thurgau.
Die Gesellschaft entstand 2006 aus der Fusion der gleichnamigen Vorgängergesellschaft Appenzeller Bahnen mit der Rorschach-Heiden-Bergbahn, der Bergbahn Rheineck–Walzenhausen und der Trogenerbahn.

## Streckennetz

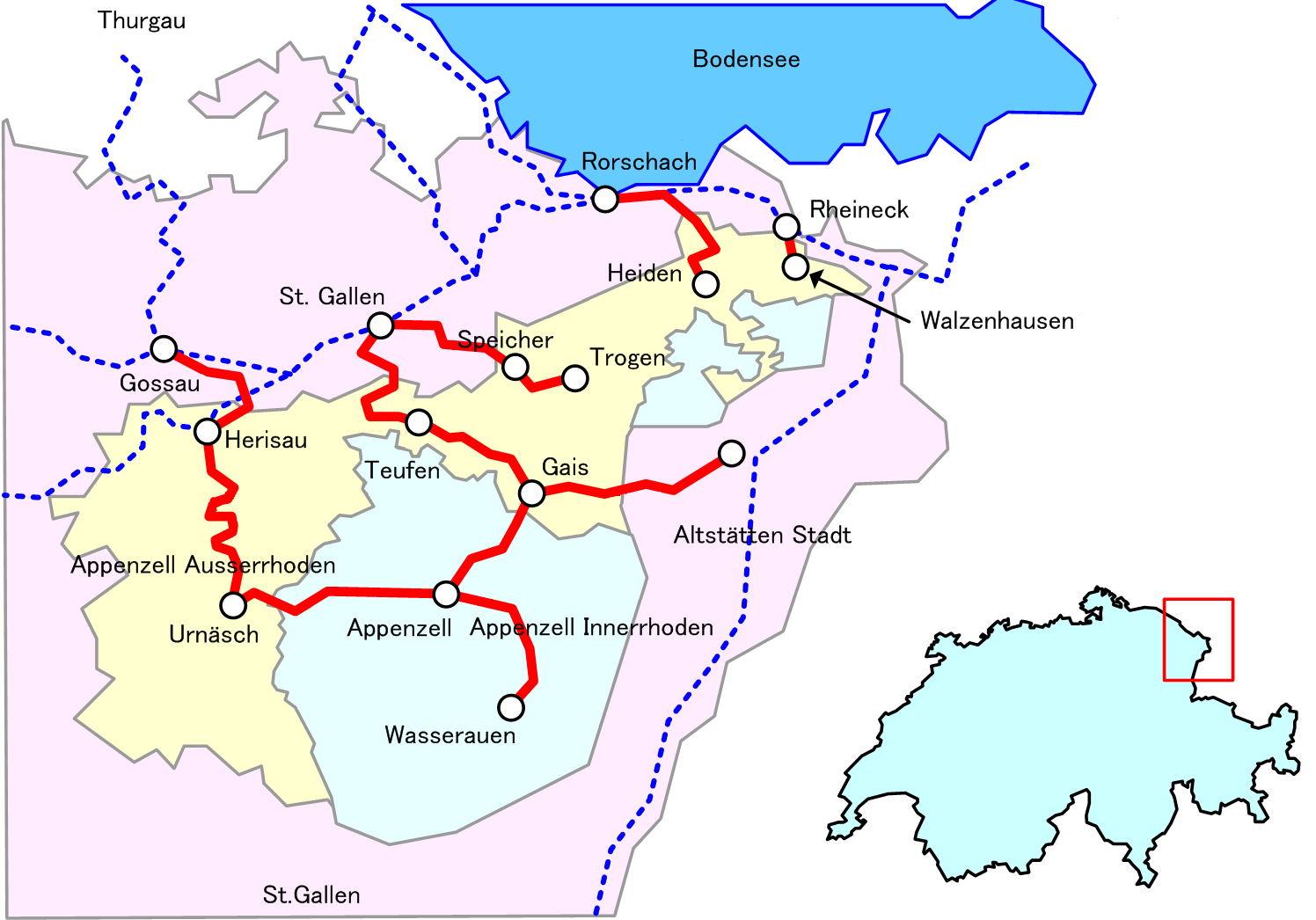
Streckenkarte der Appenzeller Bahnen, ohne Frauenfeld–Wil

Die Appenzeller Bahnen betreiben ihre Strecken in drei verschiedenen Spurweiten:
- Appenzell–St. Gallen–Trogen (Durchmesserlinie), Meterspur
- Gossau–Appenzell–Wasserauen, Meterspur
- Altstätten–Gais, Meterspur, mit Zahnradabschnitten
- Rheineck–Walzenhausen, Schmalspur (1200 Millimeter), mit Zahnradabschnitt
- Rorschach–Heiden, Normalspur, mit Zahnradabschnitt
- Frauenfeld–Wil, Meterspur

Der Busbetrieb Teufen–Speicher–Speicherschwendi wurde zum Fahrplanwechsel 2016 an die Postautobetriebe abgegeben.

## Geschichte
Die Appenzeller Bahnen entstanden aus den folgenden ehemaligen Gesellschaften, die Geschichte dieser Gesellschaften ist in den entsprechenden Artikeln zu finden (Datum: Eröffnung oder Fusion):
| Schweizerische Gesellschaft für Localbahnen (SGL/SLB) 12.04.1875 | Schweizerische Gesellschaft für Localbahnen (SGL/SLB) 12.04.1875 | Schweizerische Gesellschaft für Localbahnen (SGL/SLB) 12.04.1875 | Schweizerische Gesellschaft für Localbahnen (SGL/SLB) 12.04.1875 | Schweizerische Gesellschaft für Localbahnen (SGL/SLB) 12.04.1875 | Schweizerische Gesellschaft für Localbahnen (SGL/SLB) 12.04.1875 |                                  |                                  | Säntisbahn (SB) 13.07.1912                          | Säntisbahn (SB) 13.07.1912                          | Säntisbahn (SB) 13.07.1912                          | Säntisbahn (SB) 13.07.1912                          | Säntisbahn (SB) 13.07.1912                          | Säntisbahn (SB) 13.07.1912                          |                                    |                                    | Appenzeller Strassenbahn (ASt) 01.01.1889       | Appenzeller Strassenbahn (ASt) 01.01.1889       | Appenzeller Strassenbahn (ASt) 01.01.1889       | Appenzeller Strassenbahn (ASt) 01.01.1889       | Appenzeller Strassenbahn (ASt) 01.01.1889                  | Appenzeller Strassenbahn (ASt) 01.01.1889                  |                                                            |                                                            |                                                            |                                                            |                                      |                                      |                                            |                                            |                                            |                                            |                                            |                                            |  |  |                                                 |                                                 |                                                 |                                                 |                                                 |                                                 |  |  |  |  |  |  |  |  |  |  |  |  |  |  |  |  |  |  |  |  |  |  |  |  |
| Schweizerische Gesellschaft für Localbahnen (SGL/SLB) 12.04.1875 | Schweizerische Gesellschaft für Localbahnen (SGL/SLB) 12.04.1875 | Schweizerische Gesellschaft für Localbahnen (SGL/SLB) 12.04.1875 | Schweizerische Gesellschaft für Localbahnen (SGL/SLB) 12.04.1875 | Schweizerische Gesellschaft für Localbahnen (SGL/SLB) 12.04.1875 | Schweizerische Gesellschaft für Localbahnen (SGL/SLB) 12.04.1875 |                                  |                                  | Säntisbahn (SB) 13.07.1912                          | Säntisbahn (SB) 13.07.1912                          | Säntisbahn (SB) 13.07.1912                          | Säntisbahn (SB) 13.07.1912                          | Säntisbahn (SB) 13.07.1912                          | Säntisbahn (SB) 13.07.1912                          |                                    |                                    | Appenzeller Strassenbahn (ASt) 01.01.1889       | Appenzeller Strassenbahn (ASt) 01.01.1889       | Appenzeller Strassenbahn (ASt) 01.01.1889       | Appenzeller Strassenbahn (ASt) 01.01.1889       | Appenzeller Strassenbahn (ASt) 01.01.1889                  | Appenzeller Strassenbahn (ASt) 01.01.1889                  |                                                            |                                                            |                                                            |                                                            |                                      |                                      |                                            |                                            |                                            |                                            |                                            |                                            |  |  |                                                 |                                                 |                                                 |                                                 |                                                 |                                                 |  |  |  |  |  |  |  |  |  |  |  |  |  |  |  |  |  |  |  |  |  |  |  |  |
| Appenzeller Bahn (AB) 1885                                       | Appenzeller Bahn (AB) 1885                                       | Appenzeller Bahn (AB) 1885                                       | Appenzeller Bahn (AB) 1885                                       | Appenzeller Bahn (AB) 1885                                       | Appenzeller Bahn (AB) 1885                                       |                                  |                                  | Appenzell-Weissbad-Wasserauen-Bahn (AWW) 12.12.1939 | Appenzell-Weissbad-Wasserauen-Bahn (AWW) 12.12.1939 | Appenzell-Weissbad-Wasserauen-Bahn (AWW) 12.12.1939 | Appenzell-Weissbad-Wasserauen-Bahn (AWW) 12.12.1939 | Appenzell-Weissbad-Wasserauen-Bahn (AWW) 12.12.1939 | Appenzell-Weissbad-Wasserauen-Bahn (AWW) 12.12.1939 |                                    |                                    | St. Gallen-Gais-Appenzell-Bahn (SGA) 01.01.1931 | St. Gallen-Gais-Appenzell-Bahn (SGA) 01.01.1931 | St. Gallen-Gais-Appenzell-Bahn (SGA) 01.01.1931 | St. Gallen-Gais-Appenzell-Bahn (SGA) 01.01.1931 | St. Gallen-Gais-Appenzell-Bahn (SGA) 01.01.1931            | St. Gallen-Gais-Appenzell-Bahn (SGA) 01.01.1931            |                                                            |                                                            | Altstätten-Gais-Bahn (AG) 18.11.1911                       | Altstätten-Gais-Bahn (AG) 18.11.1911                       | Altstätten-Gais-Bahn (AG) 18.11.1911 | Altstätten-Gais-Bahn (AG) 18.11.1911 | Altstätten-Gais-Bahn (AG) 18.11.1911       | Altstätten-Gais-Bahn (AG) 18.11.1911       |                                            |                                            |                                            |                                            |  |  |                                                 |                                                 |                                                 |                                                 |                                                 |                                                 |  |  |  |  |  |  |  |  |  |  |  |  |  |  |  |  |  |  |  |  |  |  |  |  |
| Appenzeller Bahn (AB) 1885                                       | Appenzeller Bahn (AB) 1885                                       | Appenzeller Bahn (AB) 1885                                       | Appenzeller Bahn (AB) 1885                                       | Appenzeller Bahn (AB) 1885                                       | Appenzeller Bahn (AB) 1885                                       |                                  |                                  | Appenzell-Weissbad-Wasserauen-Bahn (AWW) 12.12.1939 | Appenzell-Weissbad-Wasserauen-Bahn (AWW) 12.12.1939 | Appenzell-Weissbad-Wasserauen-Bahn (AWW) 12.12.1939 | Appenzell-Weissbad-Wasserauen-Bahn (AWW) 12.12.1939 | Appenzell-Weissbad-Wasserauen-Bahn (AWW) 12.12.1939 | Appenzell-Weissbad-Wasserauen-Bahn (AWW) 12.12.1939 |                                    |                                    | St. Gallen-Gais-Appenzell-Bahn (SGA) 01.01.1931 | St. Gallen-Gais-Appenzell-Bahn (SGA) 01.01.1931 | St. Gallen-Gais-Appenzell-Bahn (SGA) 01.01.1931 | St. Gallen-Gais-Appenzell-Bahn (SGA) 01.01.1931 | St. Gallen-Gais-Appenzell-Bahn (SGA) 01.01.1931            | St. Gallen-Gais-Appenzell-Bahn (SGA) 01.01.1931            |                                                            |                                                            | Altstätten-Gais-Bahn (AG) 18.11.1911                       | Altstätten-Gais-Bahn (AG) 18.11.1911                       | Altstätten-Gais-Bahn (AG) 18.11.1911 | Altstätten-Gais-Bahn (AG) 18.11.1911 | Altstätten-Gais-Bahn (AG) 18.11.1911       | Altstätten-Gais-Bahn (AG) 18.11.1911       |                                            |                                            |                                            |                                            |  |  |                                                 |                                                 |                                                 |                                                 |                                                 |                                                 |  |  |  |  |  |  |  |  |  |  |  |  |  |  |  |  |  |  |  |  |  |  |  |  |
|                                                                  |                                                                  |                                                                  |                                                                  |                                                                  |                                                                  |                                  |                                  |                                                     |                                                     |                                                     |                                                     |                                                     |                                                     |                                    |                                    |                                                 |                                                 |                                                 |                                                 |                                                            |                                                            |                                                            |                                                            |                                                            |                                                            |                                      |                                      |                                            |                                            |                                            |                                            |                                            |                                            |  |  |                                                 |                                                 |                                                 |                                                 |                                                 |                                                 |  |  |  |  |  |  |  |  |  |  |  |  |  |  |  |  |  |  |  |  |  |  |  |  |
|                                                                  |                                                                  |                                                                  |                                                                  | Appenzeller Bahn (AB) 01.01.1947                                 | Appenzeller Bahn (AB) 01.01.1947                                 | Appenzeller Bahn (AB) 01.01.1947 | Appenzeller Bahn (AB) 01.01.1947 | Appenzeller Bahn (AB) 01.01.1947                    | Appenzeller Bahn (AB) 01.01.1947                    |                                                     |                                                     |                                                     |                                                     |                                    |                                    |                                                 |                                                 |                                                 |                                                 | St. Gallen-Gais-Appenzell-Altstätten-Bahn (SGA) 01.01.1947 | St. Gallen-Gais-Appenzell-Altstätten-Bahn (SGA) 01.01.1947 | St. Gallen-Gais-Appenzell-Altstätten-Bahn (SGA) 01.01.1947 | St. Gallen-Gais-Appenzell-Altstätten-Bahn (SGA) 01.01.1947 | St. Gallen-Gais-Appenzell-Altstätten-Bahn (SGA) 01.01.1947 | St. Gallen-Gais-Appenzell-Altstätten-Bahn (SGA) 01.01.1947 |                                      |                                      |                                            |                                            |                                            |                                            |                                            |                                            |  |  |                                                 |                                                 |                                                 |                                                 |                                                 |                                                 |  |  |  |  |  |  |  |  |  |  |  |  |  |  |  |  |  |  |  |  |  |  |  |  |
|                                                                  |                                                                  |                                                                  |                                                                  | Appenzeller Bahn (AB) 01.01.1947                                 | Appenzeller Bahn (AB) 01.01.1947                                 | Appenzeller Bahn (AB) 01.01.1947 | Appenzeller Bahn (AB) 01.01.1947 | Appenzeller Bahn (AB) 01.01.1947                    | Appenzeller Bahn (AB) 01.01.1947                    |                                                     |                                                     |                                                     |                                                     |                                    |                                    |                                                 |                                                 |                                                 |                                                 | St. Gallen-Gais-Appenzell-Altstätten-Bahn (SGA) 01.01.1947 | St. Gallen-Gais-Appenzell-Altstätten-Bahn (SGA) 01.01.1947 | St. Gallen-Gais-Appenzell-Altstätten-Bahn (SGA) 01.01.1947 | St. Gallen-Gais-Appenzell-Altstätten-Bahn (SGA) 01.01.1947 | St. Gallen-Gais-Appenzell-Altstätten-Bahn (SGA) 01.01.1947 | St. Gallen-Gais-Appenzell-Altstätten-Bahn (SGA) 01.01.1947 |                                      |                                      |                                            |                                            |                                            |                                            |                                            |                                            |  |  |                                                 |                                                 |                                                 |                                                 |                                                 |                                                 |  |  |  |  |  |  |  |  |  |  |  |  |  |  |  |  |  |  |  |  |  |  |  |  |
|                                                                  |                                                                  |                                                                  |                                                                  |                                                                  |                                                                  |                                  |                                  |                                                     |                                                     |                                                     |                                                     |                                                     |                                                     |                                    |                                    |                                                 |                                                 |                                                 |                                                 |                                                            |                                                            |                                                            |                                                            |                                                            |                                                            |                                      |                                      |                                            |                                            |                                            |                                            |                                            |                                            |  |  |                                                 |                                                 |                                                 |                                                 |                                                 |                                                 |  |  |  |  |  |  |  |  |  |  |  |  |  |  |  |  |  |  |  |  |  |  |  |  |
|                                                                  |                                                                  |                                                                  |                                                                  |                                                                  |                                                                  |                                  |                                  |                                                     |                                                     |                                                     |                                                     | Appenzeller Bahnen (AB) 01.01.1988                  | Appenzeller Bahnen (AB) 01.01.1988                  | Appenzeller Bahnen (AB) 01.01.1988 | Appenzeller Bahnen (AB) 01.01.1988 | Appenzeller Bahnen (AB) 01.01.1988              | Appenzeller Bahnen (AB) 01.01.1988              |                                                 |                                                 | Trogenerbahn (TB) 10.07.1903                               | Trogenerbahn (TB) 10.07.1903                               | Trogenerbahn (TB) 10.07.1903                               | Trogenerbahn (TB) 10.07.1903                               | Trogenerbahn (TB) 10.07.1903                               | Trogenerbahn (TB) 10.07.1903                               |                                      |                                      | Rorschach-Heiden-Bergbahn (RHB) 06.09.1875 | Rorschach-Heiden-Bergbahn (RHB) 06.09.1875 | Rorschach-Heiden-Bergbahn (RHB) 06.09.1875 | Rorschach-Heiden-Bergbahn (RHB) 06.09.1875 | Rorschach-Heiden-Bergbahn (RHB) 06.09.1875 | Rorschach-Heiden-Bergbahn (RHB) 06.09.1875 |  |  | Bergbahn Rheineck–Walzenhausen (RhW) 26.06.1896 | Bergbahn Rheineck–Walzenhausen (RhW) 26.06.1896 | Bergbahn Rheineck–Walzenhausen (RhW) 26.06.1896 | Bergbahn Rheineck–Walzenhausen (RhW) 26.06.1896 | Bergbahn Rheineck–Walzenhausen (RhW) 26.06.1896 | Bergbahn Rheineck–Walzenhausen (RhW) 26.06.1896 |  |  |  |  |  |  |  |  |  |  |  |  |  |  |  |  |  |  |  |  |  |  |  |  |
|                                                                  |                                                                  |                                                                  |                                                                  |                                                                  |                                                                  |                                  |                                  |                                                     |                                                     |                                                     |                                                     | Appenzeller Bahnen (AB) 01.01.1988                  | Appenzeller Bahnen (AB) 01.01.1988                  | Appenzeller Bahnen (AB) 01.01.1988 | Appenzeller Bahnen (AB) 01.01.1988 | Appenzeller Bahnen (AB) 01.01.1988              | Appenzeller Bahnen (AB) 01.01.1988              |                                                 |                                                 | Trogenerbahn (TB) 10.07.1903                               | Trogenerbahn (TB) 10.07.1903                               | Trogenerbahn (TB) 10.07.1903                               | Trogenerbahn (TB) 10.07.1903                               | Trogenerbahn (TB) 10.07.1903                               | Trogenerbahn (TB) 10.07.1903                               |                                      |                                      | Rorschach-Heiden-Bergbahn (RHB) 06.09.1875 | Rorschach-Heiden-Bergbahn (RHB) 06.09.1875 | Rorschach-Heiden-Bergbahn (RHB) 06.09.1875 | Rorschach-Heiden-Bergbahn (RHB) 06.09.1875 | Rorschach-Heiden-Bergbahn (RHB) 06.09.1875 | Rorschach-Heiden-Bergbahn (RHB) 06.09.1875 |  |  | Bergbahn Rheineck–Walzenhausen (RhW) 26.06.1896 | Bergbahn Rheineck–Walzenhausen (RhW) 26.06.1896 | Bergbahn Rheineck–Walzenhausen (RhW) 26.06.1896 | Bergbahn Rheineck–Walzenhausen (RhW) 26.06.1896 | Bergbahn Rheineck–Walzenhausen (RhW) 26.06.1896 | Bergbahn Rheineck–Walzenhausen (RhW) 26.06.1896 |  |  |  |  |  |  |  |  |  |  |  |  |  |  |  |  |  |  |  |  |  |  |  |  |
|                                                                  |                                                                  |                                                                  |                                                                  |                                                                  |                                                                  |                                  |                                  |                                                     |                                                     |                                                     |                                                     |                                                     |                                                     |                                    |                                    |                                                 |                                                 |                                                 |                                                 |                                                            |                                                            |                                                            |                                                            |                                                            |                                                            |                                      |                                      |                                            |                                            |                                            |                                            |                                            |                                            |  |  |                                                 |                                                 |                                                 |                                                 |                                                 |                                                 |  |  |  |  |  |  |  |  |  |  |  |  |  |  |  |  |  |  |  |  |  |  |  |  |
|                                                                  |                                                                  |                                                                  |                                                                  |                                                                  |                                                                  |                                  |                                  | Frauenfeld-Wil-Bahn (FWB) 01.01.2021                | Frauenfeld-Wil-Bahn (FWB) 01.01.2021                | Frauenfeld-Wil-Bahn (FWB) 01.01.2021                | Frauenfeld-Wil-Bahn (FWB) 01.01.2021                | Frauenfeld-Wil-Bahn (FWB) 01.01.2021                | Frauenfeld-Wil-Bahn (FWB) 01.01.2021                |                                    |                                    | Appenzeller Bahnen (AB) 01.01.2006              | Appenzeller Bahnen (AB) 01.01.2006              | Appenzeller Bahnen (AB) 01.01.2006              | Appenzeller Bahnen (AB) 01.01.2006              | Appenzeller Bahnen (AB) 01.01.2006                         | Appenzeller Bahnen (AB) 01.01.2006                         |                                                            |                                                            |                                                            |                                                            |                                      |                                      |                                            |                                            |                                            |                                            |                                            |                                            |  |  |                                                 |                                                 |                                                 |                                                 |                                                 |                                                 |  |  |  |  |  |  |  |  |  |  |  |  |  |  |  |  |  |  |  |  |  |  |  |  |
|                                                                  |                                                                  |                                                                  |                                                                  |                                                                  |                                                                  |                                  |                                  | Frauenfeld-Wil-Bahn (FWB) 01.01.2021                | Frauenfeld-Wil-Bahn (FWB) 01.01.2021                | Frauenfeld-Wil-Bahn (FWB) 01.01.2021                | Frauenfeld-Wil-Bahn (FWB) 01.01.2021                | Frauenfeld-Wil-Bahn (FWB) 01.01.2021                | Frauenfeld-Wil-Bahn (FWB) 01.01.2021                |                                    |                                    | Appenzeller Bahnen (AB) 01.01.2006              | Appenzeller Bahnen (AB) 01.01.2006              | Appenzeller Bahnen (AB) 01.01.2006              | Appenzeller Bahnen (AB) 01.01.2006              | Appenzeller Bahnen (AB) 01.01.2006                         | Appenzeller Bahnen (AB) 01.01.2006                         |                                                            |                                                            |                                                            |                                                            |                                      |                                      |                                            |                                            |                                            |                                            |                                            |                                            |  |  |                                                 |                                                 |                                                 |                                                 |                                                 |                                                 |  |  |  |  |  |  |  |  |  |  |  |  |  |  |  |  |  |  |  |  |  |  |  |  |
|                                                                  |                                                                  |                                                                  |                                                                  |                                                                  |                                                                  |                                  |                                  |                                                     |                                                     |                                                     |                                                     |                                                     |                                                     |                                    |                                    |                                                 |                                                 |                                                 |                                                 |                                                            |                                                            |                                                            |                                                            |                                                            |                                                            |                                      |                                      |                                            |                                            |                                            |                                            |                                            |                                            |  |  |                                                 |                                                 |                                                 |                                                 |                                                 |                                                 |  |  |  |  |  |  |  |  |  |  |  |  |  |  |  |  |  |  |  |  |  |  |  |  |
|                                                                  |                                                                  |                                                                  |                                                                  |                                                                  |                                                                  |                                  |                                  |                                                     |                                                     |                                                     |                                                     | Appenzeller Bahnen (AB) 01.01.2006                  |                                                     |                                    |                                    |                                                 |                                                 |                                                 |                                                 |                                                            |                                                            |                                                            |                                                            |                                                            |                                                            |                                      |                                      |                                            |                                            |                                            |                                            |                                            |                                            |  |  |                                                 |                                                 |                                                 |                                                 |                                                 |                                                 |  |  |  |  |  |  |  |  |  |  |  |  |  |  |  |  |  |  |  |  |  |  |  |  |

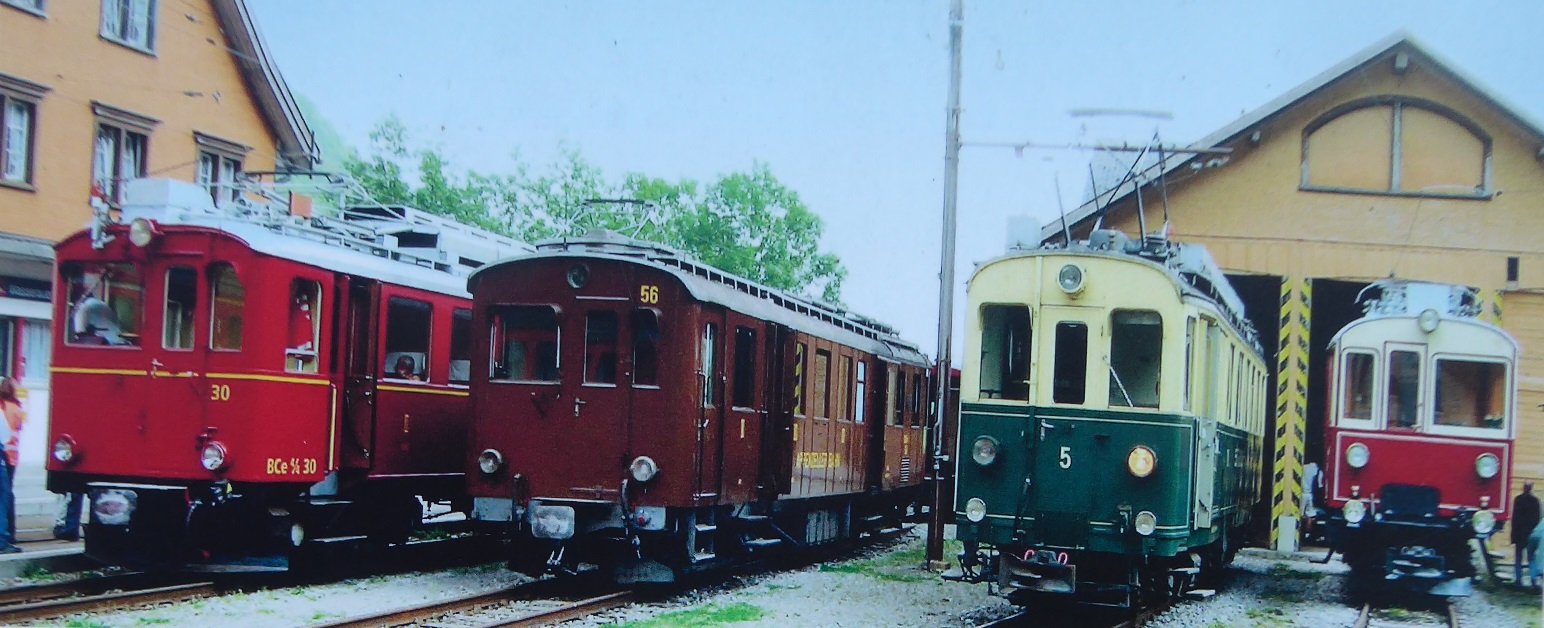
Historische Triebfahrzeuge der Vorgängerinnen der AB: von links nach rechts BCe 4/4 und BCFm 2/4 der Appenzeller Bahn (AB), BCFeh 4/4 der Elektrischen Bahn St. Gallen–Gais–Appenzell (SGA) und CFe 3/3 der Altstätten-Gais-Bahn (AG)

Im Jahr 2006 beschlossen die Generalversammlungen der Vorgängergesellschaften die Fusion der Appenzeller Bahnen mit der Rorschach-Heiden-Bergbahn (RHB), der Bergbahn Rheineck–Walzenhausen (RhW) und der Trogenerbahn (TB) rückwirkend zum 1. Januar 2006. Es wurde die Form einer Absorptionsfusion gewählt, bei der die grössere Appenzeller Bahnen AG die drei übrigen Gesellschaften übernahm. Die heutige Appenzeller Bahnen AG ist also immer noch die 1886 gegründete Gesellschaft (Handelsregistereintrag 26. Juli 1886).
Eine Besonderheit stellte die Appenzeller Bibliobahn dar: Zwischen 1988 und 2008 verkehrte ein zur Bibliothek umgebauter Bahnwaggon auf dem Schienennetz der Appenzeller Bahnen, welche auch die jährlich anfallenden Rangierkosten übernahmen.
Im Juni 2021 übernahmen die Appenzeller Bahnen rückwirkend per 1. Januar 2021 die Frauenfeld-Wil-Bahn (FWB), für deren Betriebsführung sie schon seit 2003 verantwortlich waren.
Im Sinn einer Modernisierung und Effizienzsteigerung wurde 2022 der Bau eines neuen Servicezentrums an der Weissbadstrasse in Appenzell begonnen, an dem verschiedene Infrastrukturen der Bahnhöfe Appenzell, Gais und Herisau zusammengefasst werden sollten. Das Zentrum wurde im Dezember 2024 an das Schienennetz angeschlossen und soll im Rahmen des 150-jährigen Jublläums im Mai 2025 offiziell eröffnet werden. Zum Anlass des Jubiläums wurde von der Schweizer Post am 6. März 2025 eine Sondermarke herausgegeben.

## Eigentümerverhältnis

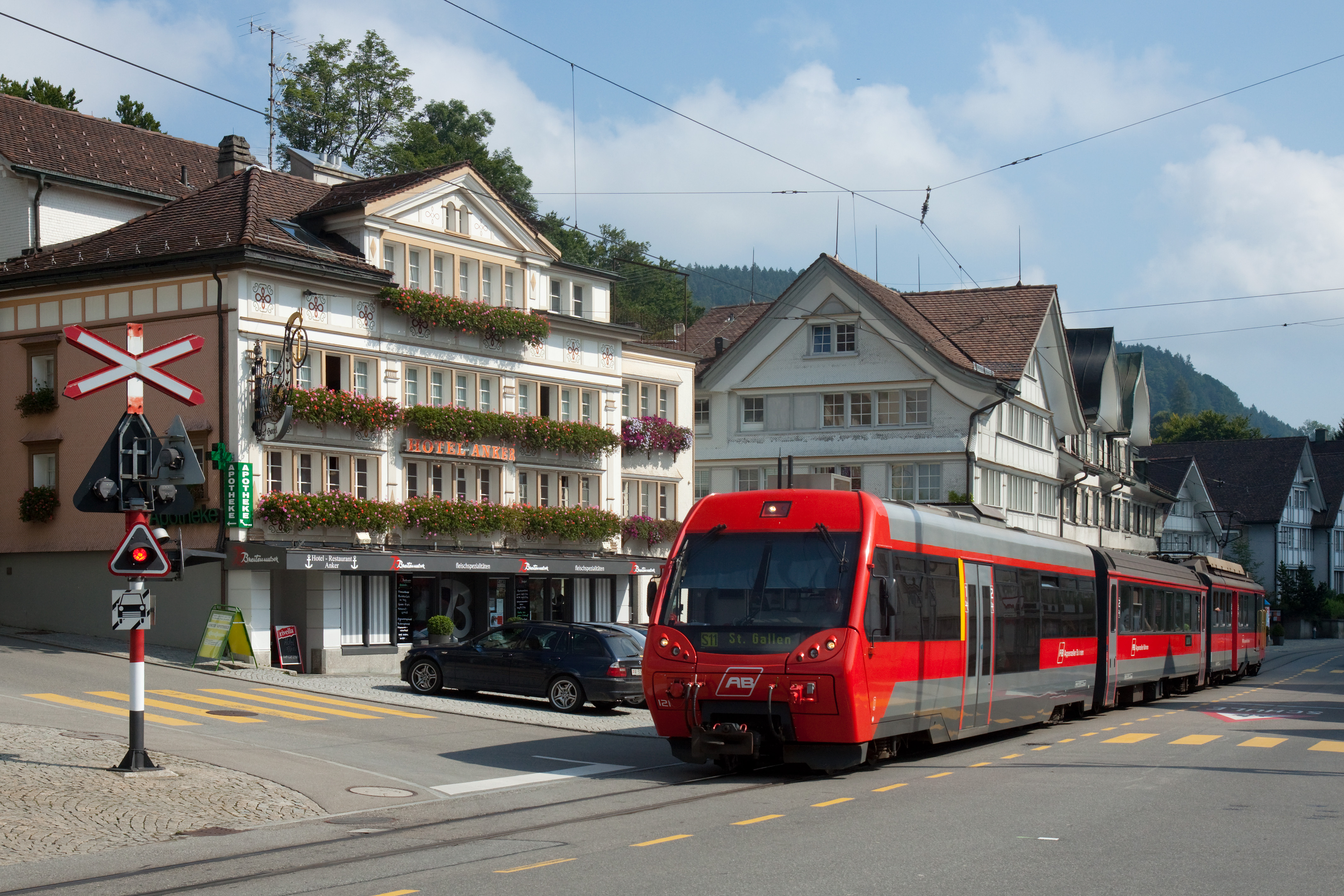
Niederflursteuerwagen ABt 121 auf der Hauptstrasse in Teufen

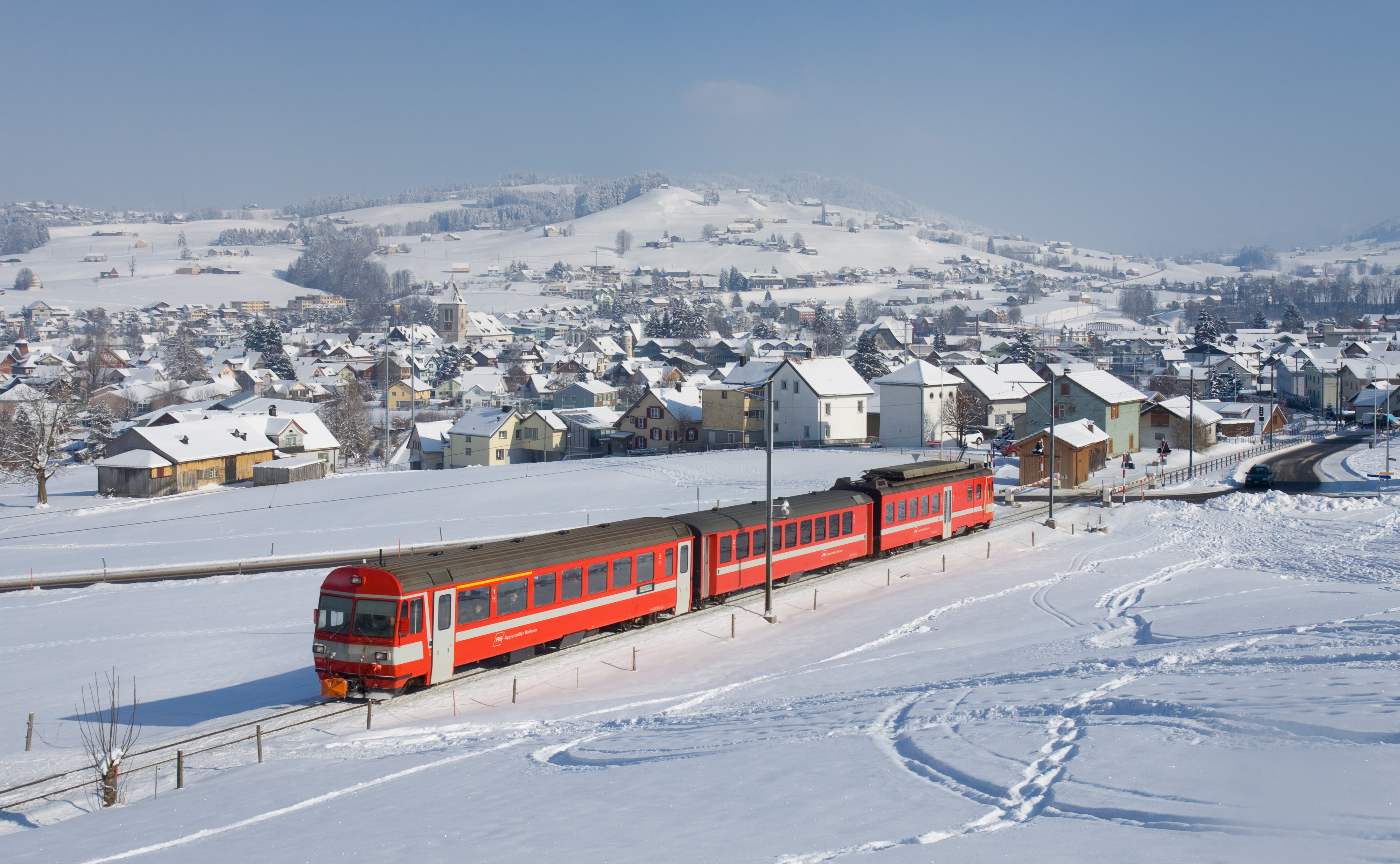
Ein Pendelzug hat auf seinem Weg nach Gonten soeben Appenzell verlassen

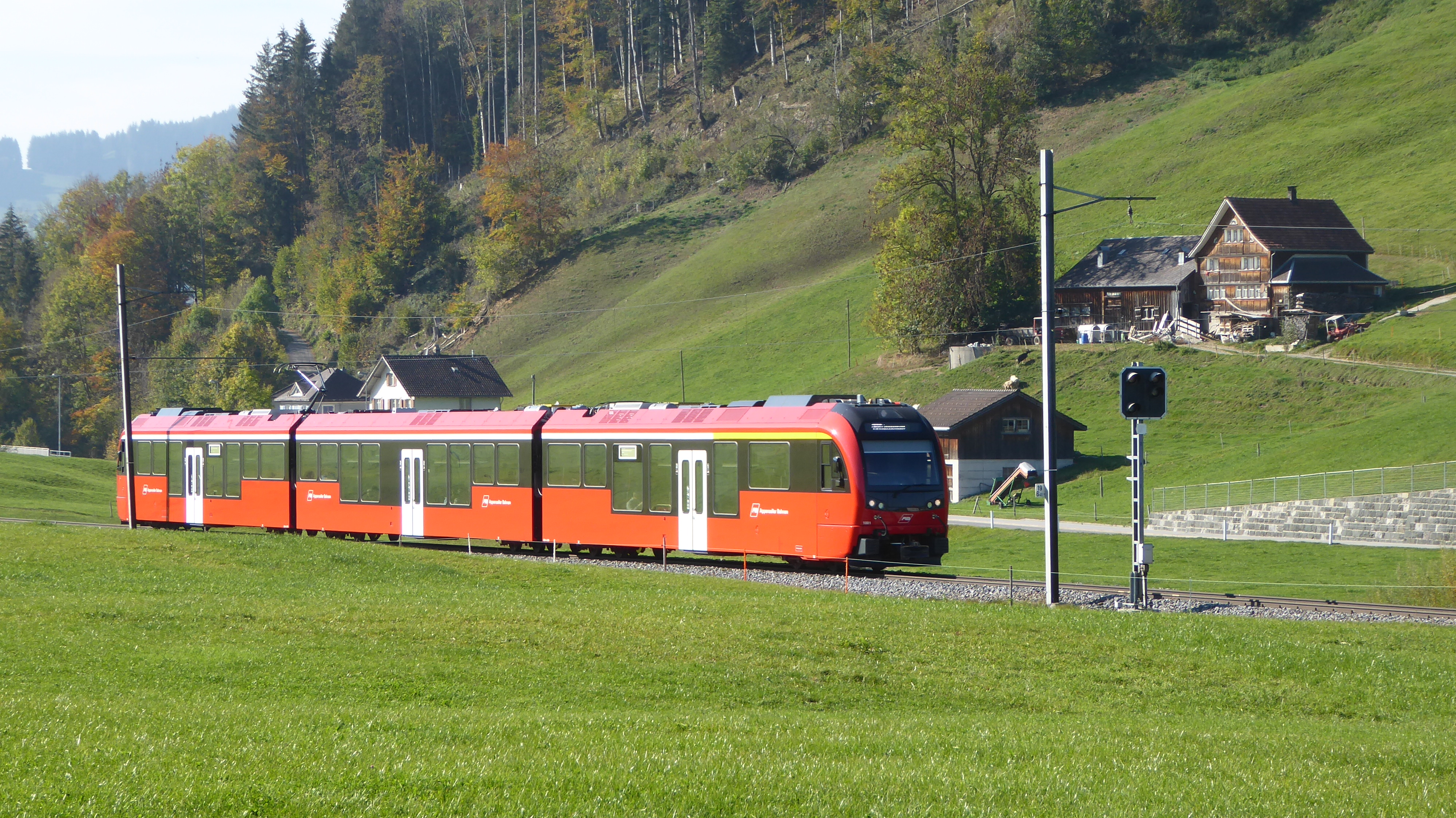
Seit 2018 verkehren zwischen Gossau und Wasserauen die «Walzer»-Züge ABe 4/12

Die Appenzeller Bahnen sind in der Form einer privatrechtlichen Aktiengesellschaft gemäss Artikel 620 ff. Obligationenrecht organisiert. Das Stammkapital beträgt 20'095'050 Schweizer Franken und ist vollständig in Namenaktien zum Nennwert von einem Franken eingeteilt. Vor der Fusion mit der Frauenfeld-Wil-Bahn wurde der Unternehmenswert der beiden Bahngesellschaften ermittelt. Anschliessend wurde das Aktienkapital der Appenzeller Bahnen um 4'495'050 Franken erhöht. Die Aktien der Frauenfeld-Wil-Bahn wurden dann zu gleichwertigen Aktien der Appenzeller Bahnen umgetauscht.
Aufgrund der Entwicklungsgeschichte und der damit verbundenen Fusionen und Übernahmen sind die Anteile folgendermassen verteilt:
| | vor Fusion mit FWB | nach Fusion mit FWB |
| --- | ------------------ | ------------------- |
| Schweizerische Eidgenossenschaft                                                                                | 39 %               | 39 %                |
| Kanton St. Gallen                                                                                               | 11 %               | 9,6 %               |
| Kanton Thurgau                                                                                                  | -                  | 7,6 %               |
| Kanton Appenzell Ausserrhoden                                                                                   | 9 %                | 7,3 %               |
| Kanton Appenzell Innerrhoden                                                                                    | 4 %                | 2,8 %               |
| Stadt St. Gallen                                                                                                | 4 %                | 3,5 %               |
| Diverse Gemeinden und Bezirke der Kantone St. Gallen, Thurgau, Appenzell Ausserrhoden und Appenzell Innerrhoden | 16 %               | 16,9 %              |
| Privatbesitz | 5 %                | 4,8 %               |
| im Eigenbesitz der Aktiengesellschaft                                                                           | 1 %                | 0,5 %               |
| noch nicht umgetauschte Aktien der Vorgängerunternehmen                                                         | 11 %               | 8,0 %               |

Die Schweizerische Eidgenossenschaft war Hauptaktionärin der Frauenfeld-Wil-Bahn. Weitere Aktionäre waren der Kanton St. Gallen, der Kanton Thurgau, die Städte Wil und Frauenfeld sowie weitere Gemeinden entlang der Strecke. Nur eine geringe Anzahl von Aktien befand sich in Privatbesitz.

## Durchmesserlinie
Die Durchmesserlinie Appenzell–St. Gallen–Trogen war ein Schlüsselprojekt der Appenzeller Bahnen, um bis 2018 die Strecken St. Gallen–Trogen und St. Gallen–Gais–Appenzell im Bahnhof St. Gallen zu verbinden. Wichtigstes und grösstes Teilprojekt war der Bau des 725 Meter langen Ruckhaldetunnels, um den Zahnstangenabschnitt zwischen St. Gallen und Riethüsli aufzuheben. Die Durchmesserlinie ermöglicht den 15-Minuten-Takt zwischen St. Gallen und Teufen und verbessert die Anschlussverbindungen an die Intercity-Züge von und nach Zürich. Dem Neubau zum Opfer fiel die Weltrekordkurve in der Ruckhalde, wo mit einem Radius von nur 30 Metern und einer Steigung von 90 Promille die engste Zahnradkurve der Welt bestanden hatte.

## Rollmaterial
Das Rollmaterial gliedert sich in
1. das Rollmaterial des Meterspurnetzes im Appenzellerland, zum Teil mit Zahnrad
2. das Rollmaterial der meterspurigen Frauenfeld-Wil-Bahn
3. den einzigen Triebwagen für die Strecke Rheineck–Walzenhausen mit einer Spurweite von 1200 mm
4. das normalspurige Rollmaterial, zum Teil mit Zahnrad, für die Strecke Rorschach–Heiden

## Bilder

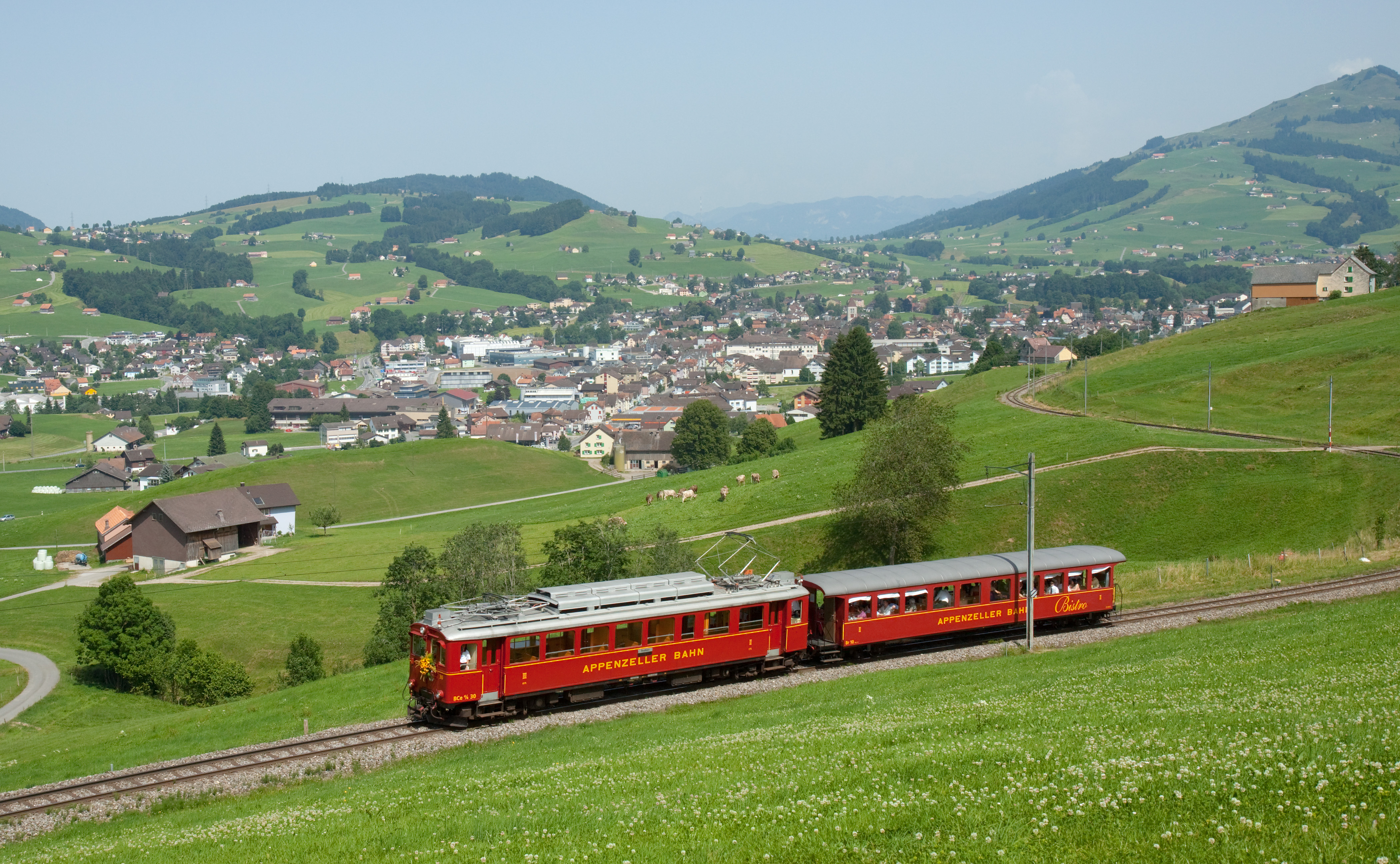
Historischer BCe 4/4 oberhalb Appenzell
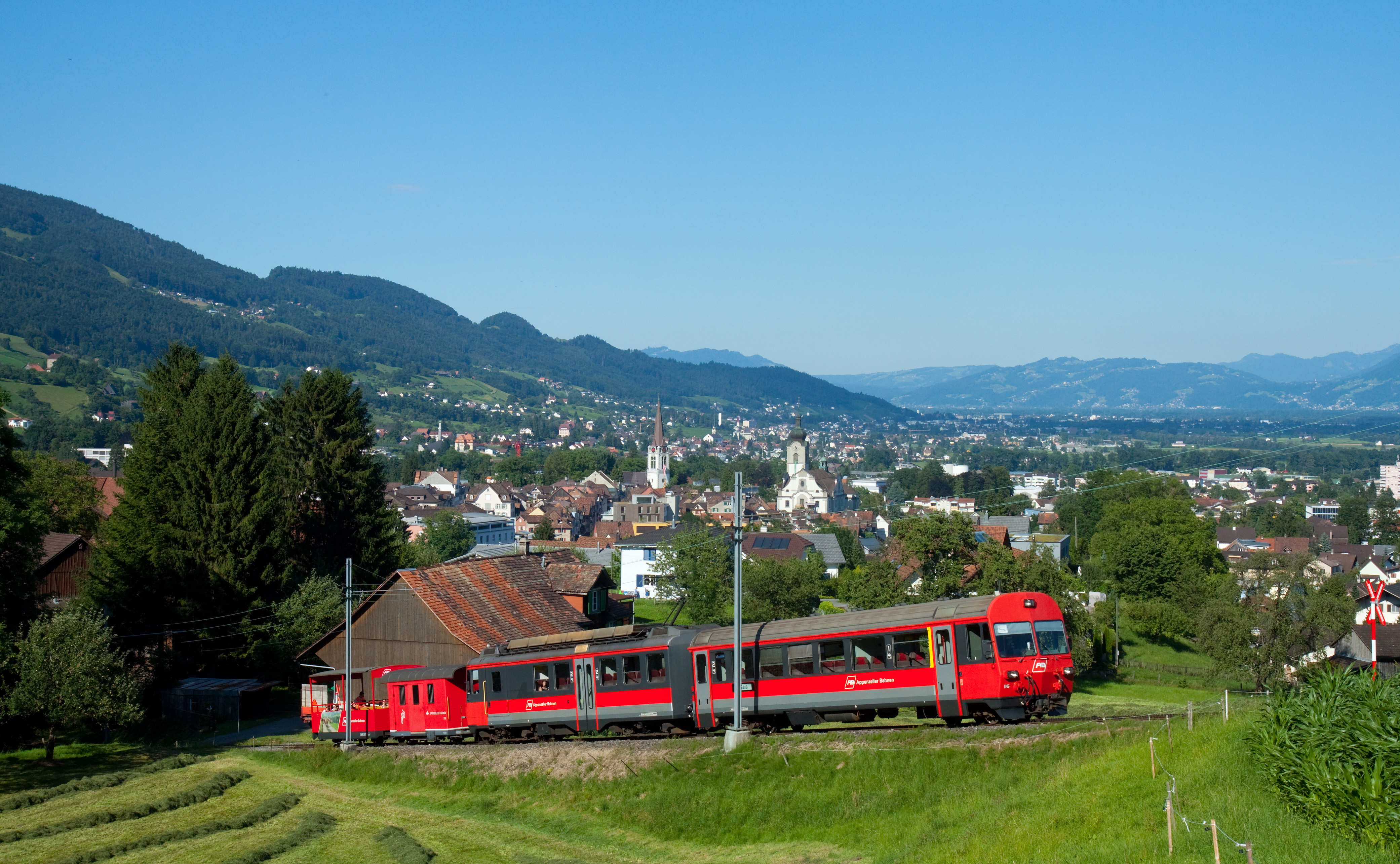
Pendelzug oberhalb Altstätten SG
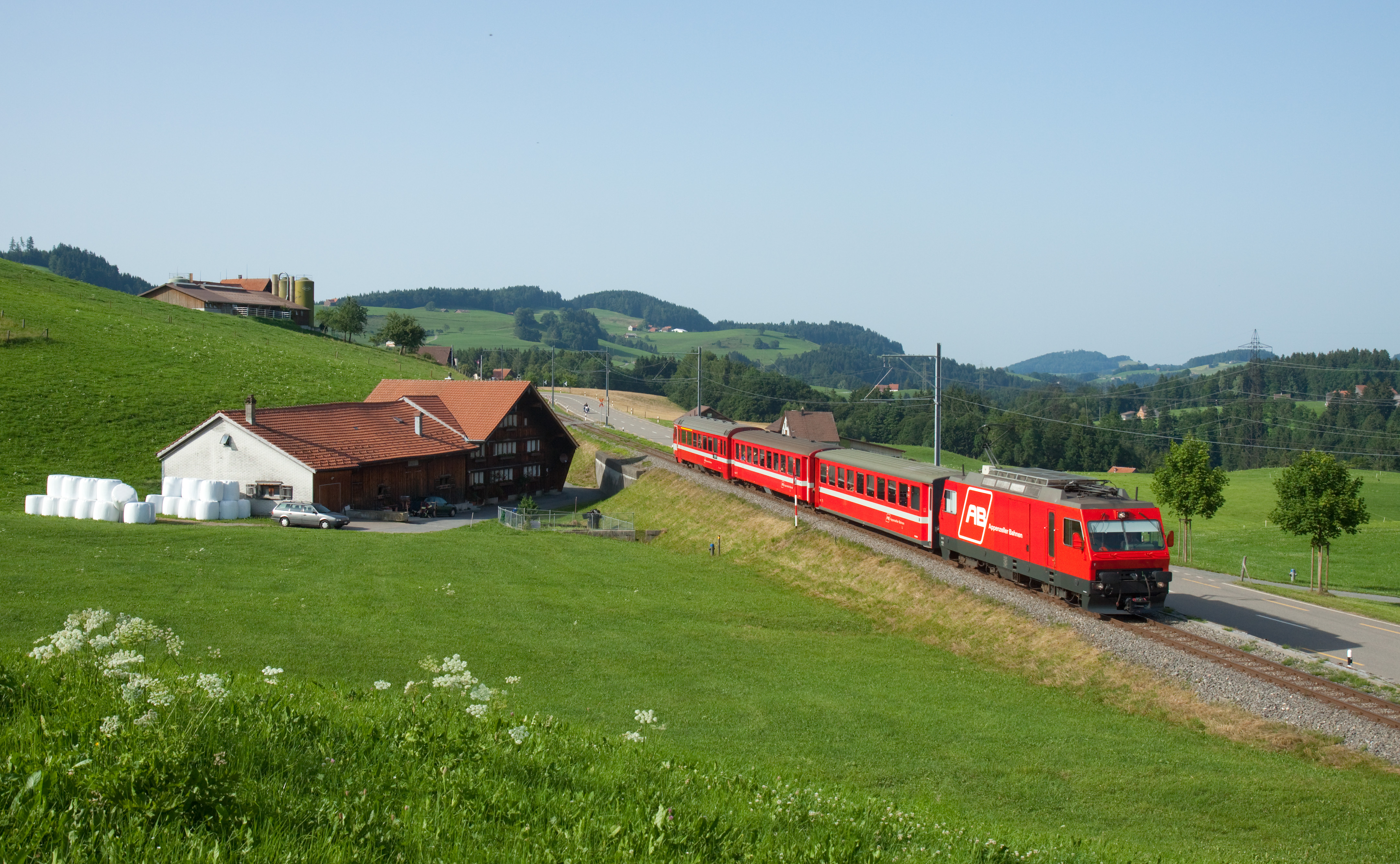
Die einzige Lok der Appenzeller Bahnen zwischen Waldstatt und Zürchersmühle
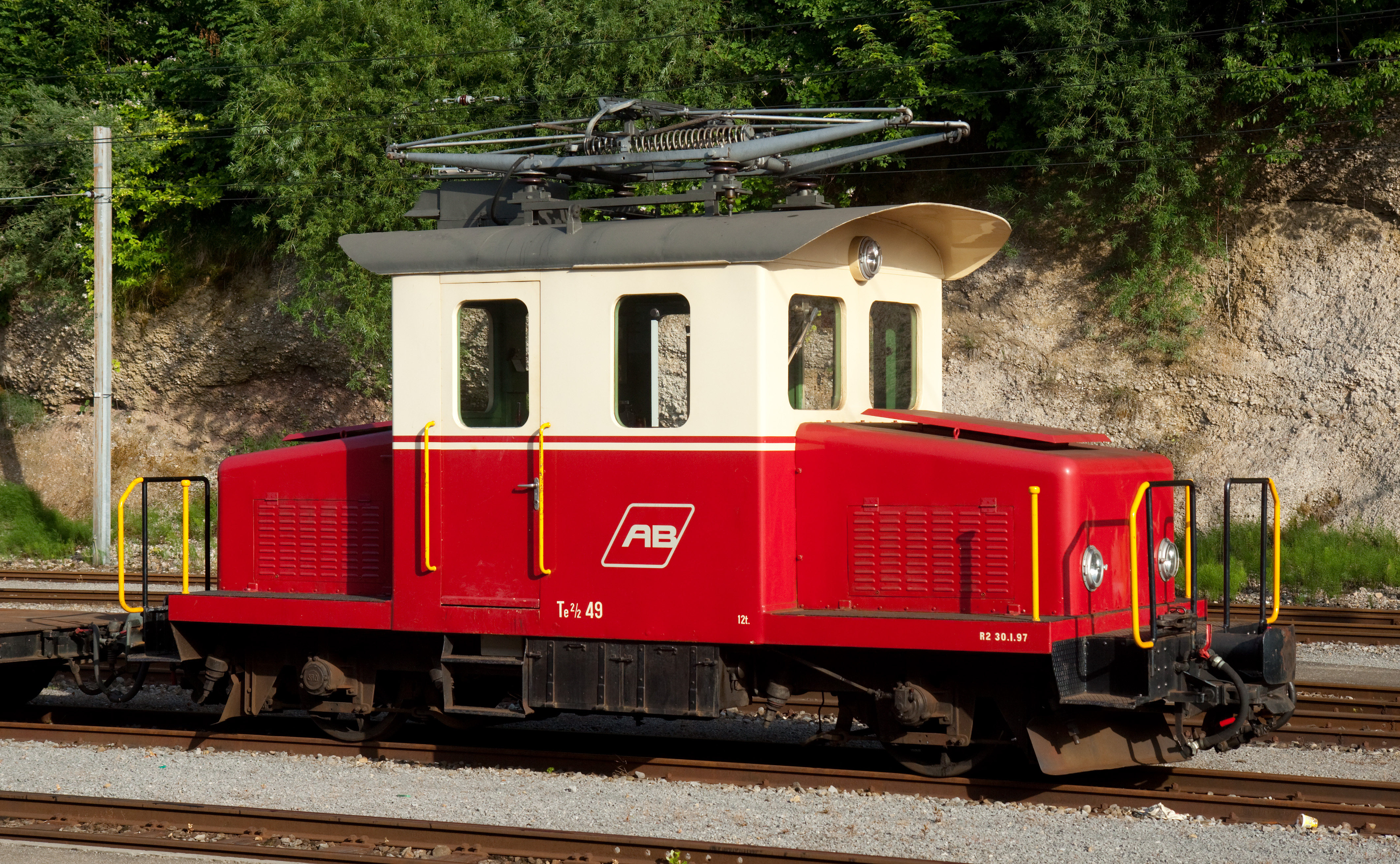
Abgestellter Bahndiensttraktor Te 2/2 49 im Bahnhof Herisau
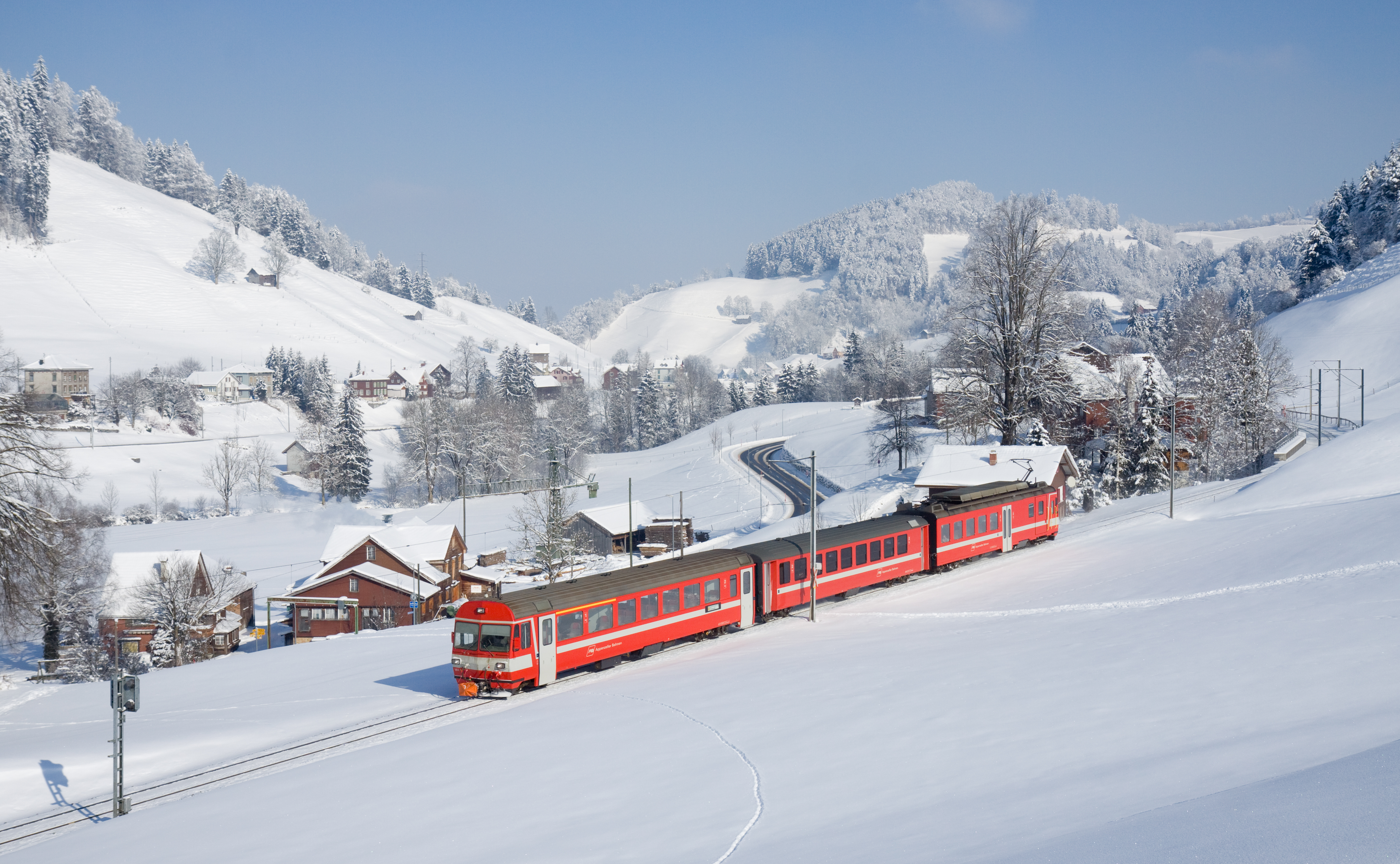
Typischer Pendelzug (ABt-B-BDe 4/4) bei Urnäsch
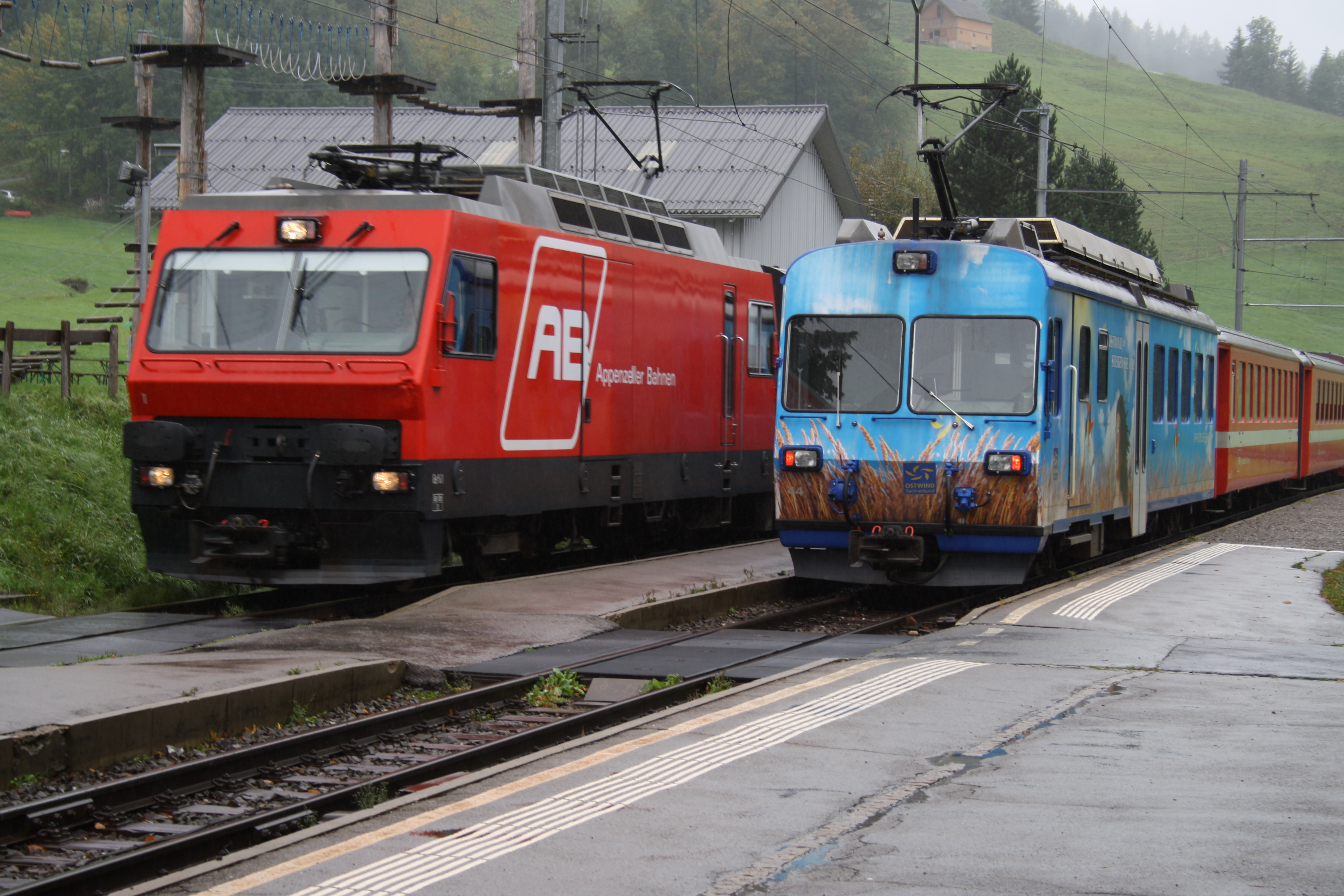
Zugkreuzung in Jakobsbad
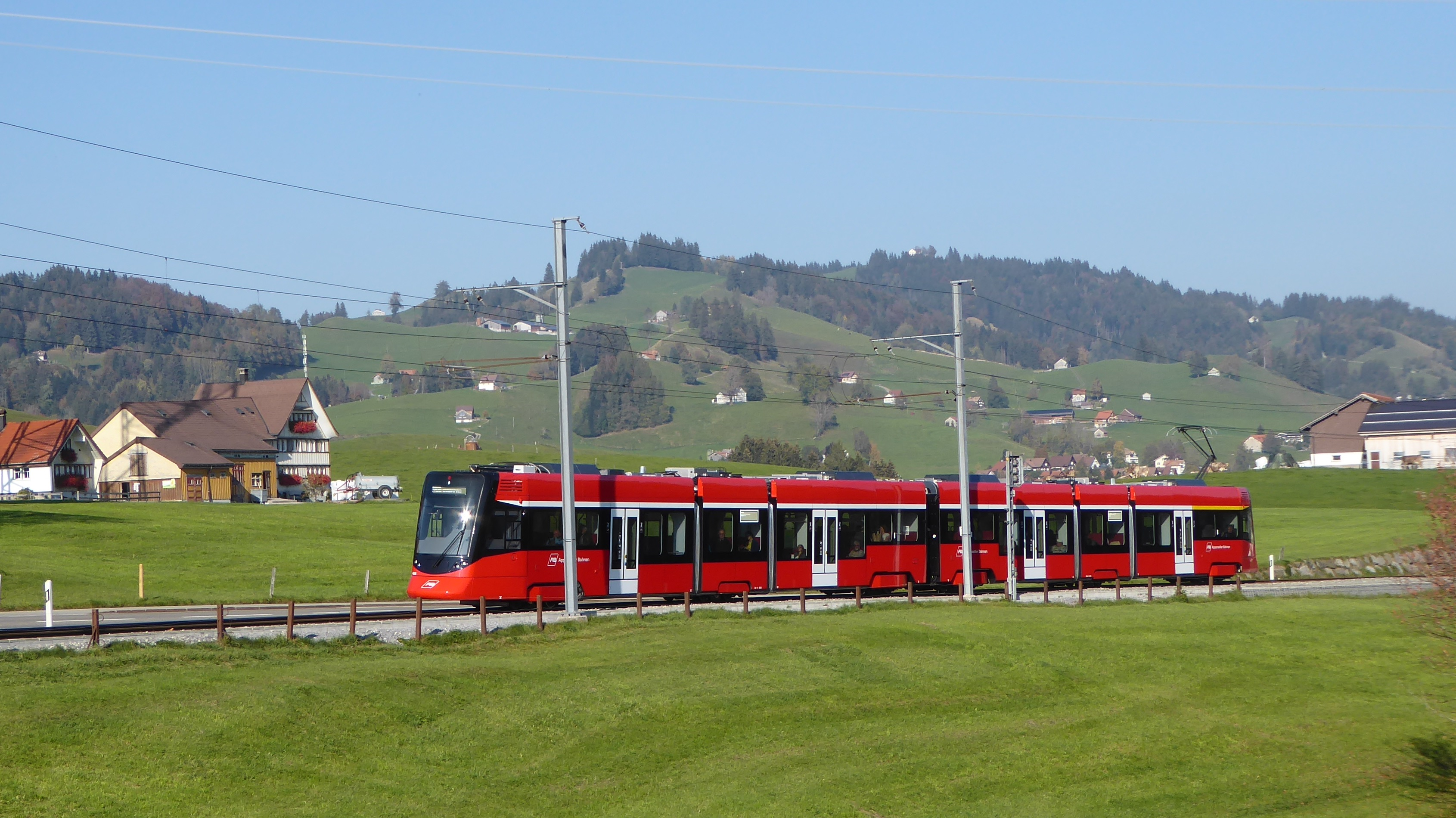
ABe 8/12 «Tango» bei der Haltestelle Sammelplatz
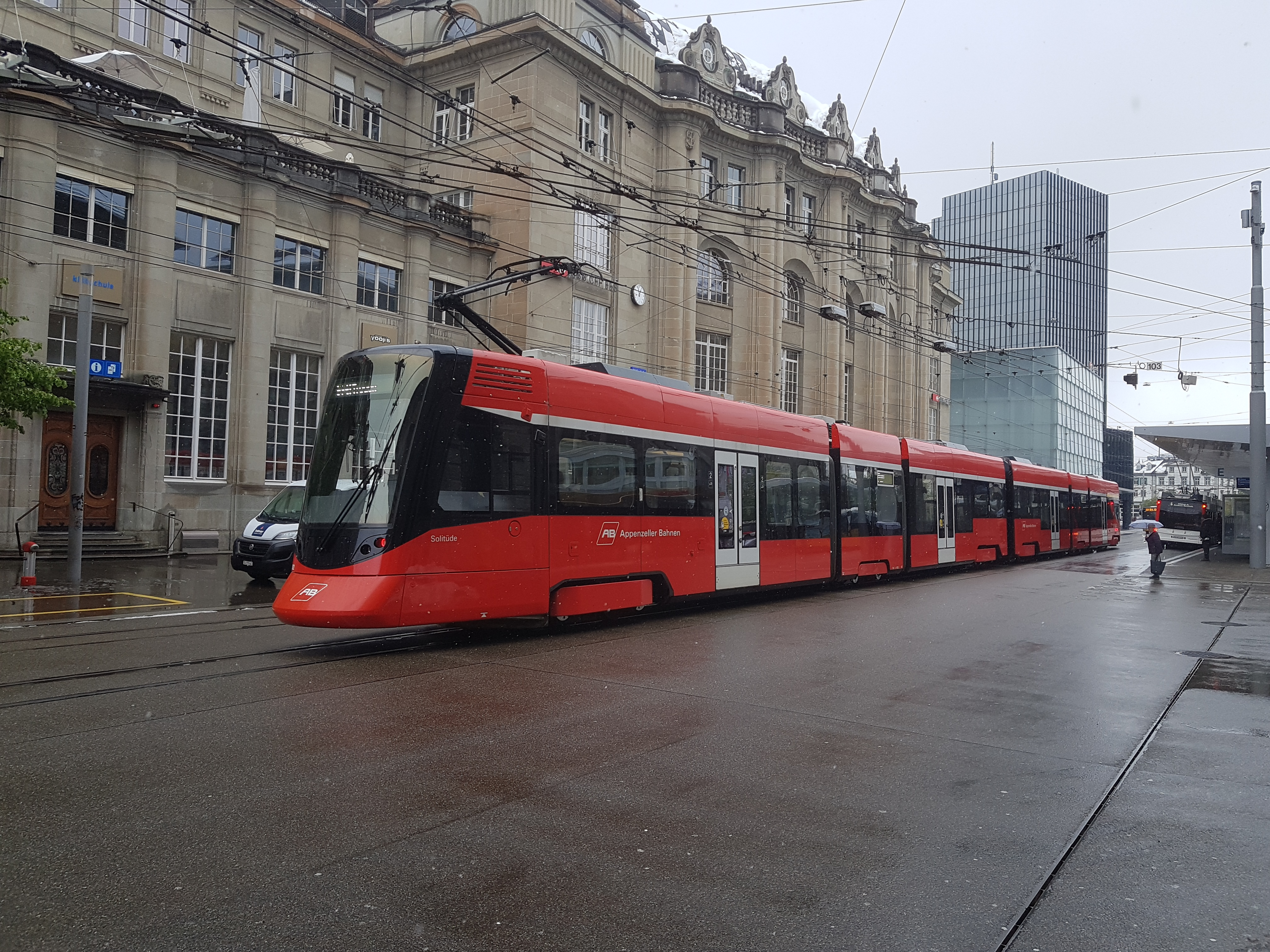
ABe 8/12 «Tango» am Bahnhof St. Gallen
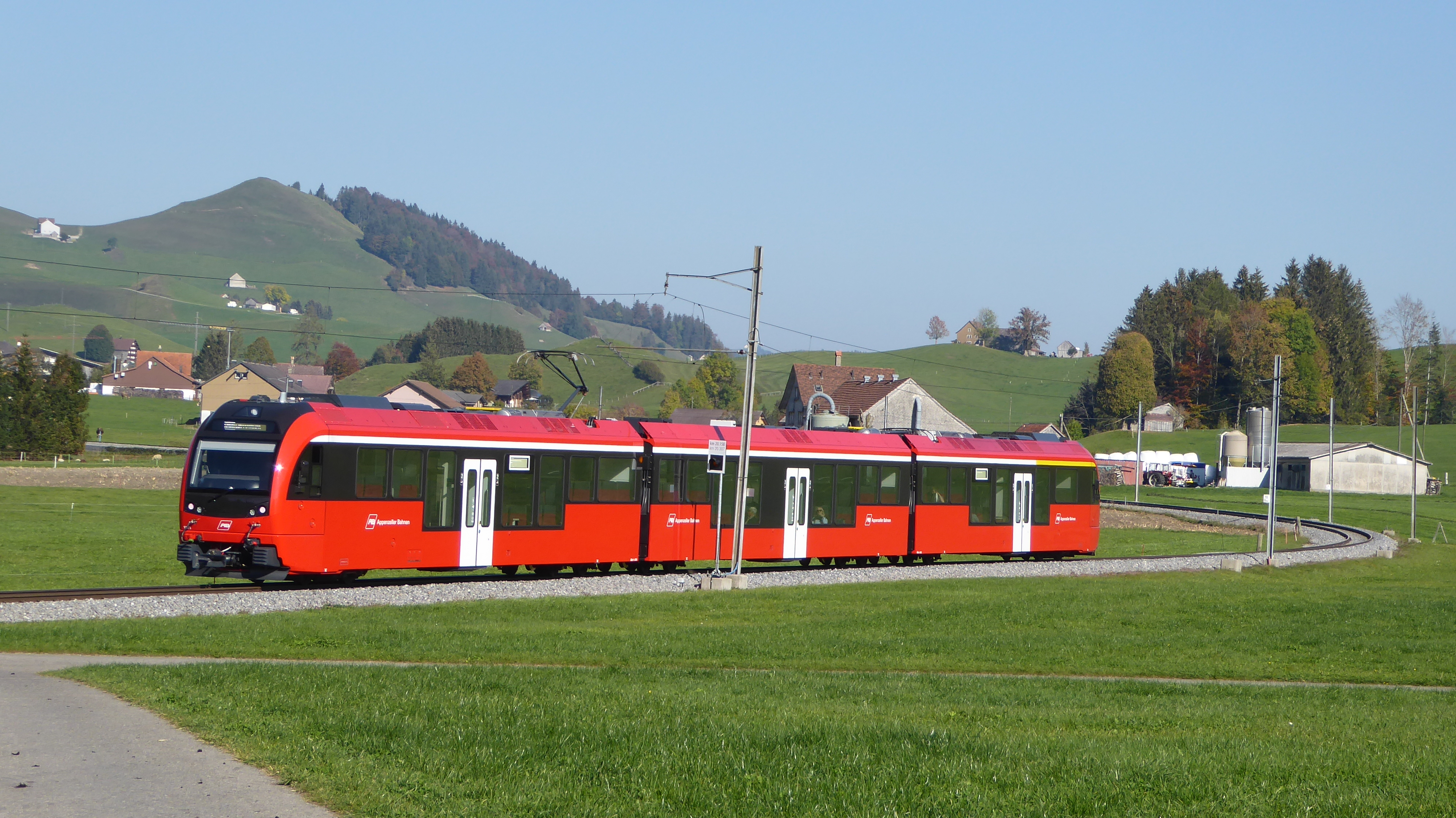
ABe 4/12 «Walzer» zwischen Jakobsbad und Gonten
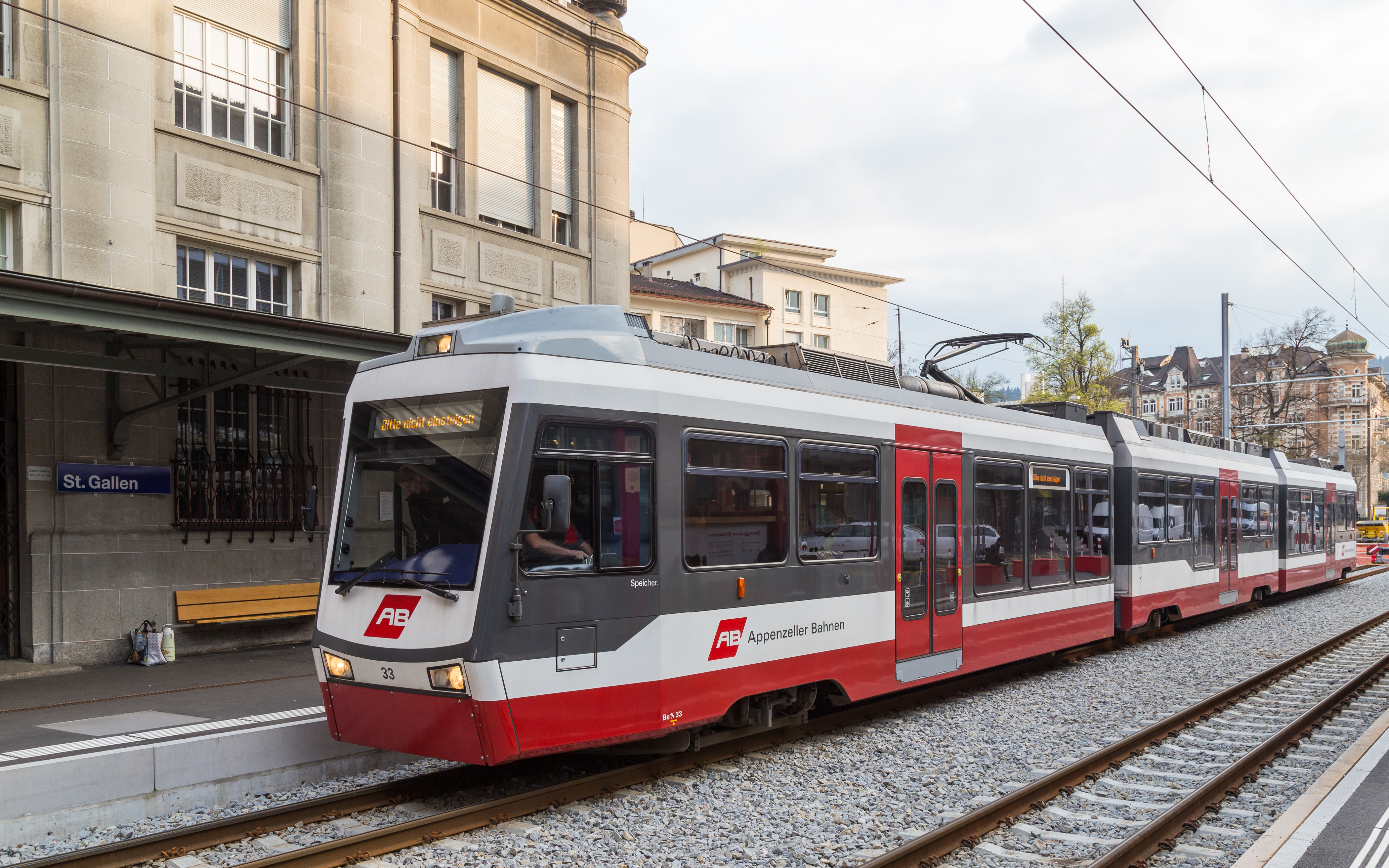
Endstation St. Gallen für Be 4/8 von Trogen
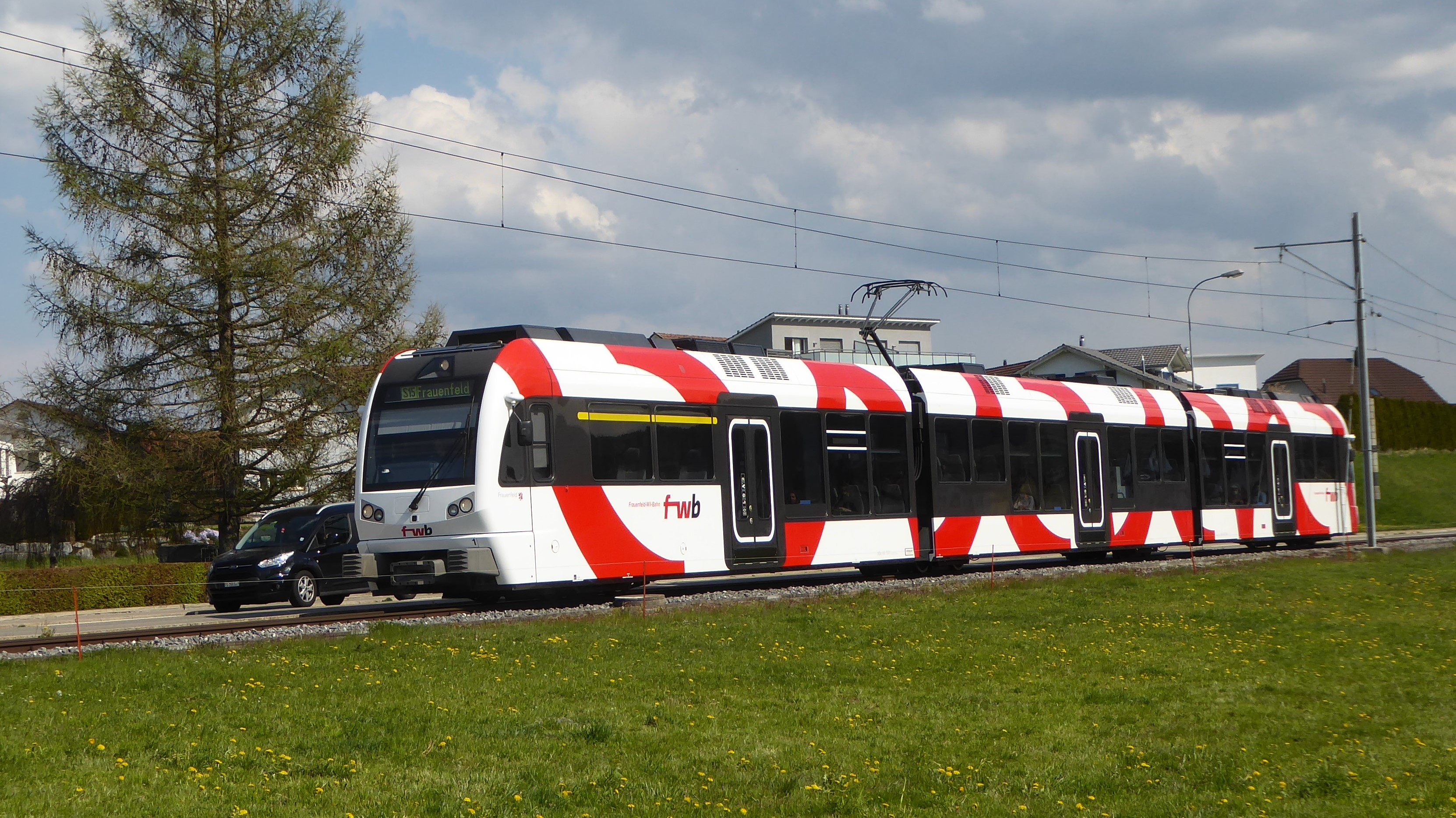
ABe 4/8 der Frauenfeld-Wil-Bahn bei Münchwilen